# 昆庫斯山 (瓦良卡區)
9°55′03″S 77°0′33″W / 9.91750°S 77.00917°W
昆庫斯山（Kunkush），是秘魯的山峰，位於該國北部安卡什大區，由博洛涅西省的瓦良卡區負責管轄，屬於瓦良卡山脈的一部分，海拔高度4,626米。